# Kunannama
Kunannama (sanskr. कुनन्नम, trl. Kunam.namā) – bogini hinduska z okresu wedyzmu. Imię Kunannama pojawia się w Rygwedzie (10.136).
Kunannama jest postacią związaną z podaniami o keśinach. Jej imię pojawia się przy opisie przygotowywania napoju wisza (sanskr. trucizna), który kesinowie pić mieli wraz z bogiem Rudrą. Rola Kunanany miała polegać na rozdrabnianiu substancji (byś może narkotycznej) w procesie przygotowywania weśi.
Sugeruje się, że Kanannama może być poprzedniczką bogini o imieniu Kubdźika.